# Media Group
Media Group (dawniej Media Indonesia Group) – indonezyjski konglomerat mediowy. Został założony w latach 80. XX wieku.
Portfolio Media Group obejmuje czasopisma (m.in. „Media Indonesia”, „Lampung Post”) oraz stację telewizyjną Metro TV.